# バーゼル＝シュタット準州
バーゼル＝シュタット準州（バーゼル＝シュタットじゅんしゅう、ドイツ語: Kanton Basel-Stadt）は、スイスのカントン（州）の一つである。人口は19万7,762人（2015年12月）。州都はバーゼル。行政区はなく、三つの基礎自治体に分かれている。

## 政治
政府主席は2017年2月8日よりエリーザベト・アッカーマンが務めている。

## 地理

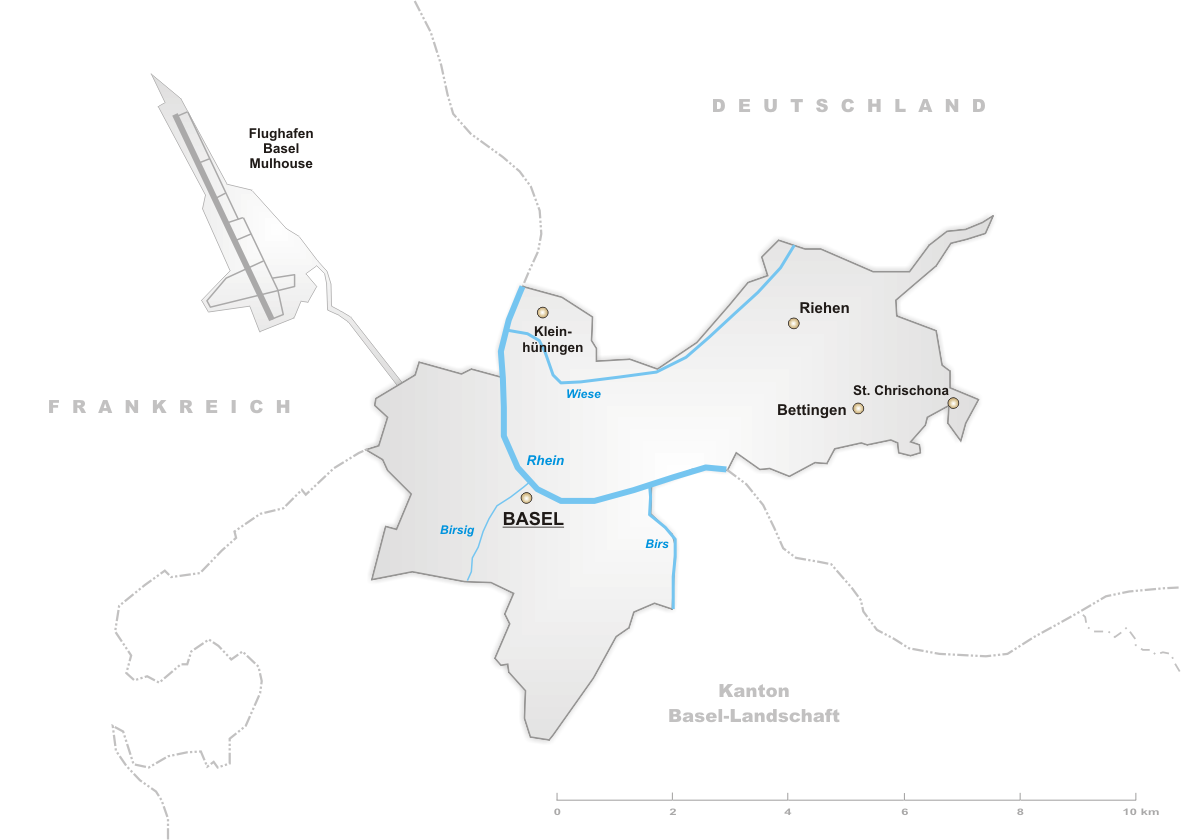
バーゼル＝シュタット準州の地図

バーゼル＝シュタット準州はスイスの北西に位置している。